# Джон Куфур
Джон Куфур (на английски: John Kofi Agyekum Kufuor) е президент на Гана от 7 януари 2001 до 7 януари 2009 г.
След провал през 1996 г. сменя тогавашния президент Джери Роулингс, побеждавайки неговия избраник на президентските избори през 2000 г. Преизбран е за президент още на първия тур на 7 декември 2004 г.
От 1996 до 2007 г. е лидер на Новата патриотична партия и става символ на демокрацията в Гана. Представител е на страната в Организацията на обединените нации. От 29 януари 2007 до 31 януари 2008 г. председателства Африканския съюз.